# Vitreoporus
Vitreoporus is een geslacht van schimmels dat tot de familie Irpicaceae behoort. Het geslacht is beschreven door Ivan V. Zmitrovich en in 2018 geldig gepubliceerd.

## Soorten
Volgens Index Fungorum telt het geslacht vier soorten (peildatum oktober 2020), namelijk:
| Soortnaam                                      | Auteur(s)                        | Publicatiejaar |
| ---------------------------------------------- | -------------------------------- | -------------- |
| Vitreoporus africanus                          | (P.E. Jung & Y.W. Lim) Zmitr.    | 2018           |
| Vitreoporus citrinoalbus                       | (Yuan Yuan & Jia J. Chen) Zmitr. | 2018           |
| Vitreoporus dichrous (Tweekleurig elfenbankje) | (Fr.) Zmitr.                     | 2018           |
| Vitreoporus orientalis                         | (P.E. Jung & Y.W. Lim) Zmitr.    | 2018           |